# Critical Role (campanha 2)
A campanha 2 de Critical Role, uma websérie de Dungeons & Dragons, iniciou em 11 de janeiro de 2018, pouco depois da conclusão da primeira campanha, e terminou em 3 de junho de 2021. Ela seguiu um grupo de sete aventureiros, conhecidos como The Mighty Nein, nas suas viagens através do continente de Wildemount. A segunda campanha foi transmitida nas quintas-feiras no canal do Twitch da Critical Role Productions.

## Elenco

### Principal
- Matthew Mercer como Dungeon Master
- Laura Bailey como Jester Lavorre, uma tiefling clériga que segue uma entidade obscura conhecida como Traveller
- Liam O'Brien como Caleb Widogast, um humano mago que foi treinado pela Soltryce Academy até que certas atividades de seus estudos o deixaram traumatizado
- Taliesin Jaffe como Mollymauk Tealeaf (até o ep. 26), um tiefling blood hunter e vigarista trabalhando e viajando com um circo; e como Caduceus Clay (a partir do ep. 28), um firbolg em busca de uma maneira de salvar seu lar, e clérigo em serviço da deusa da natureza e do mar, Wildmother
- Ashley Johnson como Yasha Nydoorin, uma aasimar bárbara exilada de sua terra natal por quebrar o rigoroso código de ética de seu clã
- Marisha Ray como Beauregard "Beau" Lionett, uma humana monge trabalhando para a Order of the Cobalt Soul para eliminar corrupção
- Sam Riegel como Nott the Brave, uma goblin ladina (até o ep. 96), que escapou da prisão junto de Caleb e deseja apoiá-lo a aumentar seus poderes mágicos por motivos pessoais; e como Veth Brenatto, uma halfling ladina (desde o ep. 97) que tenta balancear seu desejo de continuar a se aventurar com o Mighty Nein e de ficar em casa com seu esposo e filho
- Travis Willingham como Fjord Stone, um meio-orc bruxo que inadvertidamente fez um pacto com um leviatã malevolente chamado Uk'otoa para salvar sua vida

### Convidados
Vários convidados especiais fizeram breve aparição na série:
- Khary Payton como Shakäste, humana clériga
- Mark Hulmes como Calianna, meio-elfa feiticeira
- Ashly Burch como Keg, anã guerreira
- Sumalee Montano como Nila, firbolg druida
- Deborah Ann Woll como Twiggy, gnomo arcane trickster
- Chris Perkins como Spurt, kobold inventor
- Mica Burton como Reani, aasimar druida

## Produção e formato
O show manteve o formato da Campanha 1, sendo transmitido pelo Twitch em episódios durando entre 3-5 horas. Mudanças técnicacs foram introduzidas durante o andamento da Campanha 2, como legendas e informação de personagens. Desde 28 de fevereiro de 2019, uma extensão do D&D Beyond para o Twitch que apresenta informações sobre os personagens e permite que os telespectadores acessem as suas fichas digitais foi disponibilizada, mas apenas "enquanto assistindo o show ao vivo por um navegador", não estando disponível nos VODs. Desde o episódio 54, transcrições ao vivo foram adicionadas ao Twitch por um serviço de transcrição, enquanto que os VODs do YouTube dependem de sua função de closed caption até que a transcrição ao vivo seja revista, sendo atualizada e disponibilizada em até uma semana.
Episódios 1-51 foram distribuídos da mesma maneira que na Campanha 1, transmitidos ao vivo pelos canais do Geek & Sundry no Twitch e YouTube, e no serviço Alpha da Legendary Entertainment. Critical Role Productions se separou do Geek & Sundry e Legendary Digital Networks em fevereiro de 2019. Com as transmissões ao vivo migrando para os canais oficiais do Twitch e YouTube da Critical Role Productions, o show deixou de ser distribuído no Alpha, que encerrou as atividades uma semana depois.
Ashley Johnson esteve ausente por longos períodos durante os primeiros 86 episódios, devido ao seu cronograma de filmagens para o drama Blindspot, da NBC, que foi ao ar entre 2015 e 2020.
Um hiato causado pela pandemia COVID-19 foi anunciado em 17 de março de 2020. Em 25 de junho de 2020, foi anunciado que o show retornaria a partir de 2 de julho de 2020, com um plano de produção modificado. Seguindo as orientações de segurança e de distanciamento social, o show passou a ser gravado com o elenco se sentando longe uns dos outros, além de deixar de ser transmitido ao vivo e migrar para um modelo pré-gravado. Um vídeo foi lançado explicando os ajustes que foram aplicados do episódio 100 em diante.

## Enredo
O grupo Mighty Nein foi formado pelos aventureiros na cidade de Trostenwald, no Império Dwendalian, depois de serem injustamente acusados de um crime. Após limpar seus nomes, viajam para Zadash onde se envolvem com uma rebelião local e um senhor do crime conhecido como Gentleman. Eles também encontram um grupo secreto de drows da região vizinha de Xhorhas, e acabam obtendo um artefato mágico chamado de "Beacon of Luxon".
O Império declara guerra à Kryn Dynasty, que governa o norte de Xhorhas, e o Mighty Nein viaja para evitar o conflito, completando diversas tarefas para o Gentleman. Em uma das tarefas, encontram uma relíquia relacionada ao patrono de Fjord, Uk'otoa. Durante suas viagens, Fjord, Jester e Yasha são capturados pelos Iron Shepherds, um grupo de escravizadores. Durante a primeira tentativa de resgatá-los, Mollymauk é morto, e os sobreviventes recrutam mais aliados, incluindo o firbolg Caduceus Clay, para atacar a base dos Iron Shepherds, destruindo-os e finalmente resgatando seus parceiros.
O Mighty Nein viaja para o sul em direção ao porto de Nicodranas, dando ao Fjord a oportunidade de aprender mais sobre Uk'otoa. Durante um intenso encontro nas docas, eles são forçados a roubar um barco e fugir como piratas. Em mar aberto, enfrentam uma embarcação liderada pela pirata Avantika, que compartilha do mesmo patrono de Fjord. Reconhecendo o interesse em comum, eles completam várias tarefas em nome da entidade, apesar do relacionamento acabar quando o Mighty Nein descobre que Avantika quer derrubar o líder dos piratas em Darktow, o Plank King. Após expor os planos de Avantika, que é executada pelo Plank King, o grupo é expulso e banido de Darktow.
Retornando ao continente, encontram Felderwin, a cidade natal de Nott, atacada pela Dynasty. Durante suas investigações, descobrem que o marido de Nott, Yeza, foi sequestrado pela Dynasty, então eles partem secretamente para o território de Xhorhas para encontrá-lo. Após terminar uma tarefa em Asarius, o Mighty Nein recebe permissão para uma audiência com a Bright Queen, rainha da Kryn Dynasty. Durante a reunião, é revelada que a origem do grupo é no Império, mas Caleb consegue ganhar o respeito da rainha ao entregá-la o Beacon, objeto de grande valor para a religião da Dynasty. Eles conhecem Essek Thelyss, que liberta Yeza e os presenteia com uma casa em Rosohna. Enquanto faziam tarefas para a Dynasty, o Mighty Nein descobre uma conspiração para quebrar as barreiras entre o plano material e o abissal. Identificam Obann como uma figura importante na conspiração, e descobrem que ele pretende acordar os campeões dos deuses traidores. Apesar de Obann ser derrotado durante um confronto, ele consegue colocar Yasha contra seus amigos e liberar um dos campeões. O grupo foge, e Yasha revive Obann. O Mighty Nein retorna ao Império para pesquisar sobre o culto de Obann, o "Angel of Irons", visto que a Dynasty se recusa a considerá-lo uma ameaça. Perseguindo Obann atá a capital do Império, Rexxentrum, eles o impedem de libertar Tharizdûn, o deus da insanidade, de sua prisão. Yasha retorna ao grupo após o controle de Obann sobre ela ser quebrado.
Após terem uma audiência com o rei do Império, King Dwendal, eles recebem a permissão para negociar um acordo de paz, servindo como conexão entre ambas as nações. Durante este período, eles passam um tempo com Essek, libertam a família de Caduceus de sua forma petrificada, e Jester engana a hag que amaldiçoou Nott, convencendo-a a remover a maldição que a mantém no corpo de goblin. Isso permite que Caleb tente uma magia de transmogrificação em Nott, retornando-a à sua raça original, halfing. Em Nicodranas, o grupo confronta Essek por sua participação no roubo dos Beacons. Em caminho ao encontro de negociação do tratado de paz, o grupo é atacado por servos de Uk'otoa, e acabam conhecendo Lady Vess DeRogna, do Cerberus Assembly.
O Mighty Nein viaja até a Rumblecusp, uma ilha remota onde planejam organizar um encontro dos seguidores do deus de Jester, o Traveller. Lá, o Traveller revela sua verdadeira identidade, Artagan. O Mighty Nein concorda em utilizar o evento como uma oportunidade de acabar com o culto de seguidores que começaram a adorá-lo. Entretanto, na ilha, encontram uma falsa deidade chamada Vokodo, que está controlando as pessoas que vivem lá. O grupo derrota Vokodo, e recebem visões de uma cidade senciente, flutuante, e insana, que existe no Astral Sea. Eles continuam com seus planos para o evento do Traveller, e quase causam a ira de um dos verdadeiros deuses, mas conseguem disbandir o culto com sucesso.
O Mighty Nein é contratado pela Lady DeRogna para auxiliar em uma investigação nas ruínas da cidade flutuante de Aeor, que caiu no continente de Eiselcross. Antes de partirem, o grupo descobre que Mollymauk foi ressuscitado. No caminho para Eiselcross, são atacados por servos de Uk'otoa, incluindo uma Avantika morta-viva. Na base de operações do Império, Lady DeRogna é assassinada pelo Mollymauk ressuscitado, que agora se chama Lucien. O Mighty Nein persegue Lucien e seu grupo, os Tombtakers, enquanto Lucien planeja convocar os últimos sobreviventes de Aeor. Percebendo que estes sobreviventes são da cidade que tiveram as visões, o Mighty Nein aceita uma aliança temporária com os Tombtakers, a fim de esperar o momento certo para impedí-los, mas são traídos antes de poderem fazer isso. Sua perseguição aos Tombtakers os leva pela cidade de Aeor e até o Astral Sea, onde finalmente matam Lucien e a cidade senciente de Cognouza, eliminando a sua ameaça ao mundo de Exandria.

## Recepção
A duração do show foi enfatizada como uma potencial barreira de entrada por múltiplos críticos. Alexandria Turney, do Screen Rant, afirmou que Critical Role pode ser "um pouco assustador" e que a qualidade da Campanha 1 "é notavelmente pior do que a de episódios futuros, o que pode ser desanimador para aqueles que já estão investidos", enquanto a Campanha 2 é "altamente recomendada para novos fãs assistirem, já que torna mais fácil gostar do elenco, o que então torna mais fácil retornar e assistir episódios de menor qualidade da Campanha 1". Turney escreveu que telespectadores deveriam "evitar se estressar em completar todos os episódios em certo período de tempo, e aproveitá-los em seu próprio passo"; "também há vários sumários, e recaps de Critical Role podem ser encontrados online facilmente, para os fãs que queiram rapidamente se atualizar até certo arco." Dais Johnston, para o Inverse, incluiu a Campanha 2 na sua lista de "8 shows com centenas de horas de conteúdo para sua quarentena"; a duração total dos episódios 1-99 é de "623 horas (25 dias, 23 horas)". Johnston escreveu que "a longa duração de cada episódio pode ser assustadora, mas há momentos perfeitos para iniciar: o início da nova campanha, apresentando novos personagens e histórias. Apenas agora está alcançando a marca de 100 episódios." Brie Mihele, do TheGamer, escreveu que "pode ser uma grande barreira iniciar um show onde alcançar o episódio atual é uma batalha difícil, devido à gigantesca quantidade de conteúdo que é produzido cada semana e que tem sido produzido pelos últimos dois anos." Ela enfatizou três maneiras de alcançar o conteúdo atual: os vídeos recaps oficiais de Critical Role, o website de fãs "CritRoleStats", e a tradiconal maneira "maratona".
Em dezembro de 2018, Chey Scott, do Inlander, escreveu que "uma das webséries mais populares de Dungeons & Dragons é Critical Role [...]. O primeiro episódio da atual temporada da série, que estreou em janeiro de 2018, possui mais de 3.1 milhões de vizualizações". Em fevereiro de 2019, Jeremy Thomas, do 411Mania, escreveu que "o elenco de dubladores atrai regularmente dezenas de milhares de espectadores toda quinta-feira. Este show, junto com o Talks Machina na terça-feira, são os mais populares do Geek & Sundry, tanto no Twitch quanto no projeto Alpha."
Tyler Wilde, da PC Gamer, escreveu sobre o impacto da morte de Molly tanto na comunidade quanto no elenco, afirmando que o "Twitch chat estava inconsolável. Um show que segue um script provavelmente não jogaria o personagem de Jaffe, um artista de circo chamado Mollymauk que era um dos favoritos dos cosplayers e fãs artistas, em uma vala rasa nos primeiros 26 episódios. E também não incluiria uma cena na qual um dos atores é informado que foi removido do show. [...] Foi desolador, mas "chance" é parcialmente o que torna Critical Role e outros jogos de tabuleiro tão sedutores. [...] A morte de Molly mudou como os jogadores jogam, também, assim como sua interpretação. Imprudência agora indica que o jogador tem certeza que seu personagem agiria de maneira imprudente, considerando as circunstâncias, em contraste com quando a mortalidade ainda não havia sido experienciada ainda e jogadas arriscadas não pareciam tão perigosas.
Christian Hoffer, do ComicBook, enfatizou múltiplas revelações da Campanha 2, como o fato da mãe de Keyleth ainda estar viva e que "o corpo de Mollymauk parece estar entre os vivos novamente". A revelação da mãe de Keyleth foi "a primeira vez que uma questão não resolvida da Campanha 1 foi respondida na campanha atual". Sobre Molly, Hoffer escreveu que "sua aparente ressurreição é uma das maiores reviravoltas da série e parece estar direcionando o jogo para ameaças e aventuras ainda maiores. Com os Eyes of Nine rondando o grupo, nós podemos estar caminhando para outro arco épico focado no único personagem de jogador de Critical Role que morreu durante a campanha e não foi trazido de volta para continuar sua história".
Andy Wilson, do Bleeding Cool, chamou Critical Role de "o melhor show que assisti este ano" em 2020, e destacou os procedimentos de segurança contra o COVID-19 adotados pela equipe, o que permitiu que o show continuasse "de maneira segura". Ele escreveu que "ainda mais importante foi o que eles fizeram este ano. Eles foram, semanalmente, um dos streams mais assistidos do Twitch. [...] Eles deram aos fãs algo pelo qual esperar a cada semana, uma realização incrível dada a situação de monotonia e desespero causada pela vida de quarentena e distanciamento social. [...] Nós torcemos pelos personagens e pelo seu crescimento. Nós vemos gigantescos frutos de sementes de história plantadas literalmente anos antes, mistérios desvendados, e romances finalmente consumidos. Há mais coração, mais dor e glória, mais comédia, mais tensão em Critical Role cada semana do que qualquer outro show na televisão. E eles fazem isso usando o método mais básico de todos."

## Adaptações
- O livro de referência, Explorer's Guide to Wildemount, é um guia de ambientação da Campanha 2. Foi publicado pela Wizards of the Coast e Critical Role Productions.[26]
- A série de comic books, Critical Role: The Mighty Nein Origins, explora as histórias dos personagens principais antes do início da campanha.[27]
- O livro de antologia, Critical Role: The Tales of Exandria, foi publicado em março de 2022,[28] e explora as histórias dos NPCs da campanha, como Leylas Kryn, a Bright Queen da Kryn Dinasty, e seu amor por Quana.[29][30]
- Em janeiro de 2023, foi anunciado que a campanha receberá uma adaptação em série animada para televisão na Amazon Prime Video, intitulada Mighty Nein. A série terá a produção executiva de Tasha Huo, Sam Riegel, Travis Willingham, Chris Prynoski, Shannon Prynoski, Antonio Canobbio, e Ben Kalina. As empresas produtoras serão a Metapigeon (parte da Critical Role Productions), Titmouse, Inc., e Amazon Studios.[31][32]